# The Big Show Show
The Big Show Show är en amerikansk komediserie från 2020. Serien är bland annat regisserad av Melissa Joan Hart. I huvudrollen ses fribrottaren Big Show. Första säsongen består av tio avsnitt.
Serien hade svensk premiär 6 april 2020 på Netflix.

## Handling
Serien handlar om Big Show, före detta WWE-brottare, som tillsammans med sin fru, redan har två döttrar hemmaboende. När även Big Shows tonårsdotter flyttar in blir livet än svårare.

## Rollistan (i urval)
- Paul Wight – Big Show
- Allison Munn – Cassy
- Reylynn Caster – Lola
- Lily Brooks O'Briant – Mandy
- Juliet Donenfeld – J.J